# Katie Hall (Radsportlerin)
Katharine „Katie“ Hall (* 6. Januar 1987 in Mercer Island) ist eine ehemalige US-amerikanische Straßenradsportlerin.

## Sportliche Laufbahn
Im Alter von 27 Jahren erhielt Katie Hall beim US-amerikanischen Team UnitedHealthcare ihren ersten Vertrag bei einer internationalen Mannschaft. Als Folge ihres späten Einstiegs in den Radrennsport gilt sie als vergleichsweise schwache Technikerin.
2015 entschied sie jeweils eine Etappe der Tour de San Luis, der Kalifornien-Rundfahrt und der  Thüringen-Rundfahrt für sich. Im Jahr darauf gewann sie die Tour de San Luis. 2017 gewann sie nochmals Etappen bei der Tour of the Gila sowie der Kalifornien-Rundfahrt. 2018 war ihr bis dahin erfolgreichstes: Sie gewann das Joe Martin Stage Race die Tour of the Gila und die Kalifornien-Rundfahrt. Im Jahr darauf gewann sie eine Etappe der Kalifornien-Rundfahrt. Im Mai 2020 stellte Katie Hall am Bonny Doon-Aufstieg in der Nähe von Santa Cruz mit 8848 Höhenmetern, die dem Mount Everest entsprechen, in 10:01 Stunden einen neuen Everesting-Rekord für Frauen auf. Ende der Saison 2020 beendete Hall ihre aktive Radsportlaufbahn.

## Berufliches und Privates
Neben ihren Radsportaktivitäten absolvierte Katie Hall bis 2016 ein Doktorandenstudium in Molekularbiologie an der Universität Berkeley.
Hall ist 1,63 Meter groß und galt als Bergspezialistin.

## Erfolge
2015
- eine Etappe Tour de San Luis
- eine Etappe Kalifornien-Rundfahrt
- eine Etappe Thüringen-Rundfahrt

2016
- Gesamtwertung und eine Etappe Tour de San Luis

2017
- zwei Etappen Tour of the Gila
- eine Etappe Kalifornien-Rundfahrt

2018
- Gesamtwertung und eine Etappe Joe Martin Stage Race
- Gesamtwertung und eine Etappe Tour of the Gila
- Gesamtwertung und eine Etappe Kalifornien-Rundfahrt
- Bergwertung Tour de Feminin – O cenu Českého Švýcarska

2019
- eine Etappe Kalifornien-Rundfahrt

## Teams
- 2014 UnitedHealthcare Professional Cycling Team
- 2015 UnitedHealthcare Professional Cycling Team
- 2016 UnitedHealthcare Professional Cycling Team
- 2017 UnitedHealthcare Professional Cycling Team
- 2018 UnitedHealthcare Professional Cycling Team
- 2019 Boels Dolmans Cyclingteam
- 2020 Boels Dolmans Cyclingteam